# Phiale elegans
Phiale elegans là một loài nhện trong họ Salticidae.
Loài này thuộc chi Phiale. Phiale elegans được Frederick Octavius Pickard-Cambridge miêu tả năm 1901.